# 1886년 미국 하원의원 선거
1886년 미국 하원의원 선거는 1886년 미국에서 치러진 하원의원 선거로, 여당인 민주당이 과반을 차지하였다

## 선거 결과
| 정당   | 의석수 |
| ------ | ------ |
| 민주당 | 167석  |
| 공화당 | 152석  |
| 노동당 | 2석    |
| 지폐당 | 1석    |
| 무소속 | 3석    |
| 합계   | 325석  |